# Metschnikowia shivogae
Metschnikowia shivogae är en svampart som beskrevs av Lachance, J.M. Bowles & Starmer 2008. Metschnikowia shivogae ingår i släktet Metschnikowia och familjen Metschnikowiaceae.   Inga underarter finns listade i Catalogue of Life.